# Alexandar Alexandrow (Fußballspieler)
Alexandar Jordanow Alexandrow (bulgarisch Александър Йорданов Александров; * 19. Januar 1975 in Plowdiw) ist ein ehemaliger bulgarischer Fußballspieler. Sein Spitzname ist Alex. Seine Position ist das offensive Mittelfeld. Er bestritt insgesamt 385 Spiele in der bulgarischen A Grupa und der türkischen Süper Lig. Im Jahr 1999 war er Fußballer des Jahres in Bulgarien. Im Jahr 2000 gewann er mit Lewski Sofia die bulgarische Meisterschaft.

## Karriere
Alexandrow startete seine Karriere 1985 in der Jugendmannschaft des FK Mariza Plowdiw in seiner Heimatstadt Plowdiw. Von 1993 bis 1997 absolvierte er 87 Spiele im Profibereich von Mariza und traf dabei 33-mal das Tor. 1997 wurde Lewski Sofia erstmals auf ihn aufmerksam und verpflichtete ihn. In vier Jahren bei Lewski gewann er zweimal den Pokal und einmal die Meisterschaft. Nach 79 Spielen und 25 Toren für Lewski wechselte er 2001 das erste Mal in die Türkei zu Kocaelispor. Nach mehreren Stationen in der Türkei kam er 2007 zurück nach Bulgarien zu Tscherno More Warna. Nachdem er dort zwei Jahre spielte, mit 65 Spielen und 27 Toren, wechselte er im Januar 2010 nach zehn Jahren wieder zurück zu Lewski Sofia. Im Sommer 2011 wechselte er zu Botew Plowdiw in die B Grupa, wo er im Sommer 2012 seine Laufbahn beendete.

## Nationalmannschaft
Alexandrow bestritt zwischen 1998 und 2003 zehn Länderspiele für die bulgarische Fußballnationalmannschaft. Sein erstes Länderspiel bestritt er am 10. Oktober 1999 bei dem 3:0-Sieg von Bulgarien über Luxemburg.

## Erfolge
Obwohl Alexandar Alexandrow außerhalb Bulgariens nicht sehr bekannt ist, gewann er einige Titel in seiner Karriere. Seine bisher größte Auszeichnung ist der ihm 1999 verliehene Titel „Bulgarischer Fußballer des Jahres“.
- A Grupa Meister: 2000
- Bulgarischer Pokalsieger: 1998, 2000
- Türkischer Pokalsieger: 2002
- Bulgarischer Fußballer des Jahres: 1999
- Fußballer des Jahres in Warna: 2007, 2008